# Piazza di Montecitorio

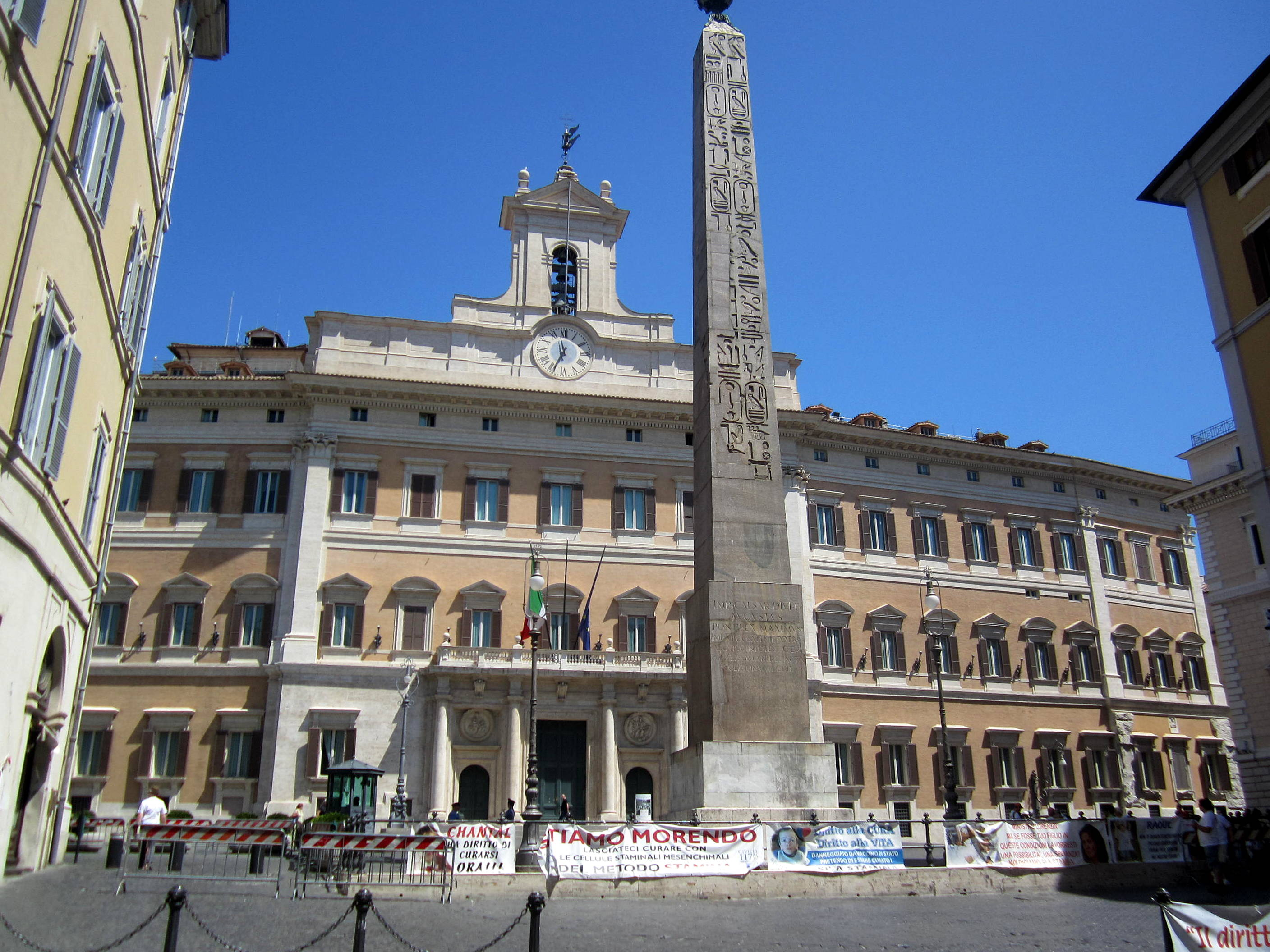
Piazza di Montecitorio, com o Obelisco de Montecitorio em frente ao Palazzo Montecitorio.

Piazza di Monte Citorio ou Piazza Montecitorio é uma praça de Roma, batizada em homenagem ao Monte Citorio, uma das colinas menores de Roma. Fica entre a Piazza Colonna e a via degli Uffici del Vicario, no rione Colonna. Ela é conhecida principalmente por abrigar o Palazzo Montecitorio, sede da Câmara dos Deputados da Itália, um imponente edifício encomendado pelo papa Inocêncio X como residência da família Ludovisi, completado pelo arquiteto Carlo Fontana.
No centro da praça está o obelisco do faraó Psamético II trazido da antiga cidade egípcia de Heliópolis em 10 a.C. pelo imperador Augusto para servir de gnomon de seu solário no Campo de Marte. Depois de ruir entre os séculos IX e XI, foi reerguido neste local por Giovanni Antinori em 1792, por ordem do papa Pio VI e recebeu o nome de Obelisco Montecitorio.